# Dajana Kirillova
Dajana Joerjevna Kirillova (Russisch: Даяна Юрьевна Кириллова) (Kazan, 16 april 2002) is een Russisch zangeres.

## Biografie
Kirillova werd geboren in Kazan, in 2002. In 2012 nam ze deel aan de Russische preselectie voor het Junior Eurovisiesongfestival 2012, dat gehouden zou worden in Amsterdam. Met het nummer Pjat minoet do oeroka eindigde ze op de tweede plaats, achter Lerika. Een jaar later waagde ze opnieuw haar kans, met het nummer Dream on. Ditmaal ging ze wel met de zegepalm aan de haal, waardoor ze haar vaderland mocht vertegenwoordigen op het Junior Eurovisiesongfestival 2013 in de Oekraïense hoofdstad Kiev. Uiteindelijk werd ze vierde met 106 punten.